# Loros de la Universidad de Colima

Vereinslogo

Loros de la Universidad de Colima ist eine zur Universidad de Colima gehörende Fußballmannschaft mit Sitz in Colima, der Hauptstadt des gleichnamigen mexikanischen Bundesstaates Colima.

## Geschichte
Die Profimannschaft der Loros (span. für Papageien) wurde 1981 gegründet und spielte zunächst in der Tercera División. In ihrer Anfangszeit wurde die Mannschaft vom ehemaligen WM-Teilnehmer und mehrfachen mexikanischen Meister Héctor Hernández trainiert, bis dieser bei einem Unfall schwer verletzt wurde und bald darauf verstarb. Für die Saison 1986/87 erwarb der noch junge Verein die Zweitliga-Lizenz des Stadtrivalen Jaguares und spielte ein Jahr lang in der seinerzeit noch zweitklassigen Segunda División. Nach dem Ende der Saison veräußerte er seine Zweitligalizenz an den Club Apatzingán und trat erneut in der Tercera División an. Bald darauf erfolgte die Lizenzübertragung bzw. Umwandlung des Vereins auf den neu formierten Club Deportivo Colimense.
In der Saison 1992/93 gewann „Colimense“ die Meisterschaft der Tercera División und stieg in die seinerzeit noch zweitklassige Segunda División auf. Allerdings hatte die „Segunda“ nur während der Saison 1993/94 den Rang einer zweiten Liga inne und wurde in dieser Rolle durch die 1994/95 neu eingeführte Primera División 'A' abgelöst.
Für die Saison 2006/07 erwarb der nunmehr unter der Bezeichnung CF Palmeros de Colima auftretende Verein die Lizenz zur Teilnahme an der mittlerweile drittklassigen Segunda División vom CF Soccer Manzanillo, dessen B-Mannschaft den sportlich erreichten Aufstieg nicht wahrnehmen durfte.
Vor der Saison 2008/09 erwarb die Universidad de Colima den Verein und gab ihm seinen ursprünglichen Namen zurück, unter dem er seither in der Segunda División vertreten ist. Unter dieser Bezeichnung fand der Verein zu alter Stärke zurück, wurde mehrfach Staffelsieger und erreichte bei seiner ersten Teilnahme in der Apertura 2008 sogar die Finalspiele gegen den Mérida FC, die erst im Elfmeterschießen verloren wurden, sowie je zweimal das Halbfinale in der Clausura 2009 und der Clausura 2010.

## Erfolge
- Meister der Tercera División: 1992/93
- Vizemeister der Segunda División: Apertura 2008